# Barlassina
Barlassina település Olaszországban, Lombardia régióban, Monza e Brianza megyében. Lakosainak száma 6839 fő (2023. január 1.). Barlassina Lentate sul Seveso, Seveso, Cogliate és Meda községekkel határos.

## Népesség
A település népességének változása:
| Lakosok száma | 6923 | 7013 | 7015 | 6839 |
|               | 2013 | 2017 | 2018 | 2023 |